# Чемпионат мира по настольному хоккею
Чемпионаты мира по настольному хоккею — соревнования сильнейших мастеров настольного хоккея, в настоящее время проводимые Международной федерацией этого вида спорта (ITHF). 

## История чемпионатов мира
Первый чемпионат мира был проведён в Стокгольме в 1989 году при участии 42 игроков из 7 стран (включая Японию, Канаду и Аландские острова). После круговых квалификационных соревнований в 4 подгруппах и финальной группы из 16 прошедших квалификацию определились игроки четвертьфинала, среди которых оказалось 6 шведов и 2 игрока с Аландских островов. В полуфиналах уже играли только представители Швеции, и в Финале Микаэль Крац в серии из 7 игр выиграл у Джонни Стенера. За третье место Ларс Хенрикссон переиграл Йёрана Агдура. Не попавшие в финальную группу игроки были разделены на две лиги по две подгруппы, которые потом в стыковых матчах разыграли места с 17. по 42. 
Там же был сыгран чемпионат сборных из 12 команд, в котором Швеция выставила пять команд, а Франция — две. После подгрупп первые шесть мест заняли все шведские команды и аландская, однако в финальную группу из шведских команд были допущены только две. Первые места в ней  получили обе шведские команды, третье заняла аландская. В полуфинальные игры на выбывание была допущена только одна шведская сборная, которая в финале победила аландцев. В матче за третье место французы уступили финнам.
Следующий чемпионат мира был проведён в городе Брно тогдашней Чехословакии в 1992 году. В Чехословакию прибыли 32 представителя 5 стран, которые соревновались по системе, похожей на предыдущую, только лиги не были разделены на подгруппы. Все восемь игроков четвертьфинала оказались шведами. В финале Якуб Линдаль победил прежнего чемпиона Микаэля Краца. Чемпионат отличился созданным отдельным женским разрядом.
Дальше было принято решение проводить чемпионаты мира раз в два года в нечётные годы, и следующий состоялся через год во Франции. Эти соревнования собрали 61 игрока из 9 стран, но первую восьмёрку опять составили исключительно шведы, лучшим среди которых стал Андерс Экестубе. 
С 1997 года на чемпионатах мира был введён отдельный юниорский разряд.
В продолжение истории, в 2005 году делегатами стран-участниц очередного чемпионата мира в Риге было принято решение о создании Международной Федерации настольного хоккея (ITHF), которая в том же году была зарегистрирована как негосударственная организация в Чехии. ITHF с тех пор ведёт координацию выбора мест проведения ЧМ, участвует в их проведении и определяет правила игр и соревнований. Также в 2005 году было принято решение о более серьёзном отношении к государственной принадлежности игроков, что исключило в будущем участие сборных Аландских островов или иногда существовавших до того международных сборных, которые составлялись из игроков индивидуальных разрядов стран, не имеющих достаточного численного представительства для создания своей сборной. Одновремённо решили также в годы, свободные от чемпионатов мира, проводить чемпионаты Европы.
Начиная с 2005 года, на чемпионатах мира были также введены соревнования в ветеранском разряде и женском командном. В будущем к ним были прибавлены также юниорские и ветеранские команды, а с 2015 года два неофициальных разряда — сениорский (от 50 лет) и детский (моложе 13 лет). С 2021 года они стали официальными, а минимальный возраст сениоров был поднят до 55 лет.

## Участие в чемпионате мира
Все федерации стран имеют квоту количества игроков, которое они вправе послать на чемпионат мира. В настоящее время это 8 человек в открытом (общем) разряде, по пять в женском, юниорском, ветеранском и сениорском, и 10 в детском. Хозяева турнира получают несколько дополнительных мест. Полностью свою квоту заполняют только ведущие 5-6 стран. Кроме того, страна может сверх квоты в общий разряд прислать 3 лучших игроков, вошедших в число 20 лучших в сезонных соревнованиях Мирового тура, также с Мирового тура вне квот вправе участвовать три лучших игрока Мирового Тура по другим разрядам (максимум 1 со страны), и право участия имеют действующие чемпионы разряда (кроме юниорского, если те выбили из юниоров по возрасту). Год рождения отсчитывается с 1 января.

## Ход соревнований
Чемпионат мира по настольному хоккею обычно проводится три дня в июне каждого нечётного года с пятницы по воскресение. До сих пор все чемпионаты проводились в Европе, откуда происходят все ведущие игроки. 

### Игровая сетка с 2021 года
- Пятница: женские, ветеранские и юниорские личные и командные соревнования.
- Суббота: квалификация и лиги открытого разряда, командные соревнования открытого разряда, детские и сениорские разряды.
- Воскресение: заключительные игры открытого разряда, дополнительный турнир для свободных в это время участников.

### Особенности чемпионата 2021 года
Турнир прошёл в условиях эпидемиологических ограничений во многих странах, включая Эстонию. Из-за этого все спортсмены жили в одной гостинице рядом с местом соревнований, чтобы в случае необходимости перейти в режим "пузыря". Заражений спортсменов и персонала зафиксировано не было.
Из-за ограничений на межгосударственное передвижение и фактически потерянного сезона на чемпионат не смогли приехать игроки из Норвегии и Канады, а также часть игроков из других стран. В свою очередь, сборная Белоруссии не смогла выехать из страны по внутриполитическим причинам. Как следствие, количество участников чемпионата снизилось по сравнению с обычным, особенно от этого пострадал детский разряд.

## Результаты чемпионатов мира
| Год  | Место проведения | Золото           | Серебро          | Бронза                          | Количество участников |
| ---- | ---------------- | ---------------- | ---------------- | ------------------------------- | --------------------- |
| 1989 | Стокгольм        | Микаэль Крац     | Джонни Стенер    | Ларс Хенрикссон                 | 42 (7 стран)          |
| 1992 | Брно             | Якоб Линдаль     | Микаэль Крац     | Стефан Эдвалль                  | 32 (5 стран)          |
| 1993 | Париж            | Андерс Экестуббе | Фредрик Юханссон | Патрик Даниельссон Якоб Линдаль | 61 (9 стран)          |
| 1995 | Стокгольм        | Якоб Линдаль     | Даниель Валлен   | Ларс Хенрикссон Ханс Эстерман   | 66 (8 стран)          |
| 1997 | Хельсинки        | Ханс Эстерман    | Джимми Хольм     | Янне Кокко Якоб Линдаль         | 61 (9 стран)          |
| 1999 | Вильгельмсхафен  | Стефан Эдвалль   | Финн Фрис        | Томас Петерссон Бйорн Сведман   | 71 (15 стран)         |
| 2001 | Плзень           | Ханс Эстерман    | Томас Петерссон  | Ларс Фриделль                   | 100 (16 стран)        |
| 2003 | Цюрих            | Даниель Валлен   | Якоб Линдаль     | Ханс Эстерман                   | 102 (19 стран)        |
| 2005 | Рига             | Ханс Эстерман    | Рони Нуттунен    | Петтер Бенгтссон Петер Эстлунд  | 132 (22 стран)        |
| 2007 | Москва           | Рони Нуттунен    | Алексей Захаров  | Ханс Эстерман                   | 117 (19 стран)        |
| 2009 | Будапешт         | Рони Нуттунен    | Янис Галузо      | Ахти Лампи                      | 131 (16 стран)        |
| 2011 | Турку            | Олег Дмитриченко | Рони Нуттунен    | Янис Галузо                     | 105 (17 стран)        |
| 2013 | Ставангер        | Атис Силис       | Эдгарс Цайцс     | Максим Борисов                  | 121 (23 стран)        |
| 2015 | Санкт-Петербург  | Максим Борисов   | Атис Силис       | Эдгарс Цайцс                    | 108 (16 стран)        |
| 2017 | Либерец          | Эдгарс Цайцс     | Максим Борисов   | Оскар Хенрикссон                | 146 (25 стран)        |
| 2019 | Раубичи          | Максим Борисов   | Антон Уманский   | Арсений Столяров                | 115 (17 стран)        |
| 2021 | Таллин           | Янис Галузо      | Никита Жолобов   | Евгений Матанцев                | 110 (12 стран)        |
| 2023 | Брюне            | Евгений Матанцев | Райнерс Калныньш | Оскар Хенрикссон                | 112                   |
| 2025 | Умео             | Райнерс Калныньш | Рони Нуттунен    | Евгений Матанцев                | 115                   |

#### Результаты чемпионатов мира в женском разряде
| Год  | Место проведения | Победительница        | Количество участниц |
| ---- | ---------------- | --------------------- | ------------------- |
| 1992 | Брно             | Натали Биай           | 6 (3 страны)        |
| 1993 | Париж            | Сисси Викстрём        | 9 (5 стран)         |
| 1995 | Стокгольм        | Катрин Йоханссон      | 12 (6 стран)        |
| 1997 | Хельсинки        | Сисси Викстрём        | 8 (5 стран)         |
| 1999 | Вильгельмсхафен  | Тарья Линдберг        | 8 (3 страны)        |
| 2001 | Плзень           | Пиа Пуллиайнен        | 12 (6 стран)        |
| 2003 | Цюрих            | Пиа Пуллиайнен        | 22 (8 стран)        |
| 2005 | Рига             | Пиа Пуллиайнен        | 21 (8 стран)        |
| 2007 | Москва           | Александра Белавина   | 15 (6 стран)        |
| 2009 | Будапешт         | Мария Ялбачева        | 23 (9 стран)        |
| 2011 | Турку            | Мария Ялбачева        | 16 (7 стран)        |
| 2013 | Ставангер        | Мария Милорадова      | 18 (9 стран)        |
| 2015 | Санкт-Петербург  | Виктория Ларичева     | 18 (8 стран)        |
| 2017 | Либерец          | Ирина Воробьёва       | 23 (9 стран)        |
| 2019 | Раубичи          | Мария Савельева       | 21 (7 стран)        |
| 2021 | Таллин           | Мария Савельева       | 17 (7 стран)        |
| 2023 | Брюне            | Криста Анния Лагздиня | 25 (7 стран)        |
| 2025 | Умео             | Анна Иванцова         | 23 (7 стран)        |

#### Результаты чемпионатов мира в юниорском разряде
| Год  | Место проведения | Победитель        | Количество участников |
| ---- | ---------------- | ----------------- | --------------------- |
| 1997 | Хельсинки        | Микаэль Линдберг  | 9 (5 стран)           |
| 1999 | Вильгельмсхафен  | Эрно Лантиайнен   | 8 (4 страны)          |
| 2001 | Плзень           | Мика Пуллиайнен   | 14 (7 стран)          |
| 2003 | Цюрих            | Алексей Захаров   | 24 (10 стран)         |
| 2005 | Рига             | Рони Нуттунен     | 26 (11 стран)         |
| 2007 | Москва           | Рони Нуттунен     | 22 (8 стран)          |
| 2009 | Будапешт         | Ахти Лампи        | 29 (10 стран)         |
| 2011 | Турку            | Максим Борисов    | 20 (8 стран)          |
| 2013 | Ставангер        | Максим Борисов    | 25 (10 стран)         |
| 2015 | Санкт-Петербург  | Михаил Шашков     | 20 (9 стран)          |
| 2017 | Либерец          | Оскар Хенрикссон  | 36 (13 стран)         |
| 2019 | Раубичи          | Антон Уманский    | 33 (8 стран)          |
| 2021 | Таллин           | Евгений Матанцев  | 24 (7 стран)          |
| 2023 | Брюне            | Евгений Матанцев  | 30 (8 стран)          |
| 2025 | Умео             | Регнарс Вазолиньш | 27 (8 стран)          |

#### Результаты чемпионатов мира в ветеранском разряде
| Год  | Место проведения | Победитель      | Количество участников |
| ---- | ---------------- | --------------- | --------------------- |
| 2005 | Рига             | Томас Петерссон | 24 (11 стран)         |
| 2007 | Москва           | Павел Плешак    | 25 (13 стран)         |
| 2009 | Будапешт         | Понтус Эрикссон | 35 (12 стран)         |
| 2011 | Турку            | Дмитрий Петров  | 24 (11 стран)         |
| 2013 | Ставангер        | Алексей Титов   | 36 (16 стран)         |
| 2015 | Санкт-Петербург  | Станислав Лутай | 39 (14 стран)         |
| 2017 | Либерец          | Алексей Титов   | 52 (21 страна)        |
| 2019 | Раубичи          | Петер Эстлунд   | 59 (17 стран)         |
| 2021 | Таллин           | Алексей Титов   | 45 (10 стран)         |
| 2023 | Брюне            | Ханс Эстерман   | 43                    |
| 2025 | Умео             | Херман Стен     | 45                    |

#### Результаты чемпионатов мира в детском разряде (моложе 13 лет, до 2020 года неофициальные)
| Год  | Место проведения | Победитель            | Количество участников |
| ---- | ---------------- | --------------------- | --------------------- |
| 2015 | Санкт-Петербург  | Никита Жолобов        | 13 (4 страны)         |
| 2017 | Либерец          | Евгений Матанцев      | 20 (10 стран)         |
| 2019 | Раубичи          | Криста Анния Лагздиня | 26 (7 стран)          |
| 2021 | Таллин           | Артём Матанцев        | 16 (3 страны)         |
| 2023 | Брюне            | Райнерс Нейя          | 27 (7 стран)          |
| 2025 | Умео             | Райнерс Мартузанс     | 15 (7 стран)          |

#### Результаты чемпионатов мира в сениорском разряде (от 55 лет, до 2020 года неофициально и до 50 лет)
| Год  | Место проведения | Победитель     | Количество участников |
| ---- | ---------------- | -------------- | --------------------- |
| 2015 | Санкт-Петербург  | Павел Плешак   | 19 (9 стран)          |
| 2017 | Либерец          | Алексей Титов  | 34 (14 стран)         |
| 2019 | Раубичи          | Ингве Осхейм   | 34 (11 стран)         |
| 2021 | Таллин           | Вацлав Пикл    | 12 (8 стран)          |
| 2023 | Брюне            | Игорь Савельев | 16 (7 стран)          |
| 2025 | Умео             | Ингве Осхейм   | 21 (12 стран)         |

#### Результаты чемпионатов мира среди сборных
Источник: 
| Год  | Место проведения | Золото    | Серебро           | Бронза    | Количество команд |
| ---- | ---------------- | --------- | ----------------- | --------- | ----------------- |
| 1989 | Стокгольм        | Швеция II | Аландские острова | Финляндия | 12                |
| 1992 | Брно             | Швеция    | Франция           | Чехия     | 4                 |
| 1993 | Париж            | Швеция    | Чехия             | Франция   | 15                |
| 1995 | Стокгольм        | Швеция    | Финляндия         | Чехия     | 15                |
| 1997 | Хельсинки        | Швеция II | Финляндия         | Чехия     | 14                |
| 1999 | Вильгельмсхафен  | Швеция    | Финляндия         | Чехия     | 8                 |
| 2001 | Плзень           | Швеция    | Чехия             | Финляндия | 13                |
| 2003 | Цюрих            | Швеция    | Норвегия          | Финляндия | 14                |
| 2005 | Рига             | Финляндия | Швеция            | Чехия     | 16                |
| 2007 | Москва           | Швеция    | Финляндия         | Россия    | 15                |
| 2009 | Будапешт         | Россия    | Латвия            | Чехия     | 15                |
| 2011 | Турку            | Россия    | Финляндия         | Латвия    | 12                |
| 2013 | Ставангер        | Россия    | Латвия            | Финляндия | 15                |
| 2015 | Санкт-Петербург  | Россия    | Швеция            | Латвия    | 13                |
| 2017 | Либерец          | Россия    | Чехия             | Украина   | 15                |
| 2019 | Раубичи          | Россия    | Украина           | Латвия    | 12                |
| 2021 | Таллин           | Латвия    | Украина           | Россия    | 9                 |
| 2023 | Брюне            | Латвия    | Украина           | Финляндия | 10                |
| 2025 | Умео             | Латвия    | Швеция            | Финляндия | 9                 |

#### Результаты чемпионатов мира среди женских сборных
| Год  | Место проведения | Победительницы | Количество команд |
| ---- | ---------------- | -------------- | ----------------- |
| 2005 | Рига             | Россия         | 6                 |
| 2007 | Москва           | Россия         | 4                 |
| 2009 | Будапешт         | Россия         | 6                 |
| 2011 | Турку            | Финляндия      | 3                 |
| 2013 | Ставангер        | Россия         | 4                 |
| 2015 | Санкт-Петербург  | Россия         | 4                 |
| 2017 | Либерец          | Латвия         | 5                 |
| 2019 | Раубичи          | Россия         | 5                 |
| 2021 | Таллин           | Россия         | 4                 |
| 2023 | Брюне            | Украина        | 6                 |
| 2025 | Умео             | Латвия         | 4                 |

#### Результаты чемпионатов мира среди юниорских сборных
| Год  | Место проведения | Победители | Количество команд |
| ---- | ---------------- | ---------- | ----------------- |
| 2011 | Турку            | Россия     | 7                 |
| 2013 | Ставангер        | Россия     | 7                 |
| 2015 | Санкт-Петербург  | Россия     | 6                 |
| 2017 | Либерец          | Украина    | 9                 |
| 2019 | Раубичи          | Украина    | 6                 |
| 2021 | Таллин           | Украина    | 4                 |
| 2023 | Брюне            | Латвия     | 5                 |
| 2025 | Умео             | Латвия     | 6                 |

#### Результаты чемпионатов мира среди ветеранских сборных
| Год  | Место проведения | Победители | Количество команд |
| ---- | ---------------- | ---------- | ----------------- |
| 2009 | Будапешт         | Швеция     | 10                |
| 2011 | Турку            | Россия     | 7                 |
| 2013 | Ставангер        | Швеция     | 9                 |
| 2015 | Санкт-Петербург  | Чехия      | 11                |
| 2017 | Либерец          | Швеция     | 14                |
| 2019 | Раубичи          | Швеция     | 12                |
| 2021 | Таллин           | Швеция     | 8                 |
| 2023 | Брюне            | Швеция     | 8                 |
| 2025 | Умео             | Швеция     | 8                 |